# Andalucía (álbum)
Andalucía es el tercer álbum de estudio de la banda de rock española Medina Azahara, publicado en 1982 por CBS Records.
El LP de vinilo original contaba con una carátula troquelada, que dejaba ver el sobre interno, obra del artista gráfico Juan Gatti.
Este fue el último álbum de la banda para CBS, y el último por los próximos cinco años, hasta la edición de Caravana española, en 1987.

## Lista de canciones
1. "Me Pregunto" - 3:33
2. "Sobre el Cristal" - 3:37
3. "Es Increíble" - 4:13
4. "Una Extraña Pesadilla" - 4:37
5. "Andalucía" - 4:12
6. "Tras el Balcón" - 4:07
7. "Quisiera Saber" - 3:16
8. "Historias" - 4:32

## Créditos
- Manuel Martínez: Voz
- Miguel Galán: Guitarra
- Manuel Salvador Molina: Bajo, guitarra española
- José Antonio Molina: Batería
- Pablo Rabadán : Teclados